# Armando Nisti
Armando Nisti, talvolta citato erroneamente come Amando Nisti (Roma, 6 agosto 1898 – Roma, 19 maggio 1972), è stato un rugbista a 15 e allenatore di hockey su prato italiano, pilone di S.S. Lazio e Rugby Roma ed Azzurro nº11 internazionale per l'Italia. È uno dei giocatori facenti parte del gruppo ex S.S. Lazio che, il 21 ottobre 1930 in via di Villa Torlonia 10, a casa dell'ambasciatore Adolfo Vinci, padre dei fratelli Vinci, fondarono la Rugby Roma.

## Biografia
Armando nasce a Roma; gioca a livello di club con S.S. Lazio e Rugby Roma, cedendo nelle finali scudetto 1928-29 e 1930-31 rispettivamente contro Ambrosiana e Amatori Milano ed arrivando in seconda posizione nel 1931-32.
Il 20 maggio 1929, allo Stadio dell’Esposizione del Montjuïc di Barcellona, l'Italia fece il suo esordio internazionale nel primo test match ufficiale della sua storia contro la Spagna, davanti ai Reali di Spagna e circa 100 000 spettatori, accorsi per assistere alla prima partita della storia delle due nazionali; la partita terminò 9-0 in favore degli spagnoli.
Il 29 maggio 1930, a Milano, disputa, contro la Spagna, quella che sarà la rivincita della prima partita internazionale dell'Italia a Barcellona; il match viene vinto col punteggio di 3-0, grazie a una meta di Vinci II.

### Hockey
Nisti era stato giocatore e poi allenatore di rugby; durante la guerra e immediatamente dopo fu apprezzato come allenatore delle squadre femminili di hockey su prato di Roma. Fu uno dei primi arbitri di hockey italiani.